# Count Basic
Count Basic (no confundir con Count Basie) es una banda austríaca de trip-hop, smooth y acid jazz, formada en 1993. La banda está liderada por el guitarrista Peter Legat, que había grabado dos discos con la banda Incognito, y tenía inicialmente dos vocalistas, Kelli Sae y Valerie Etienne. A partir del segundo álbum, solo permaneció Kelli Sae, de origen neoyorquino, que había trabajado con artistas como Defunkt, Incognito, Neneh Cherry, Arrested Development, o Ryuichi Sakamoto. 
Editó inicialmente un sencillo, All Time High, en Austria, que obtuvo suficiente repercusión como para que la banda se trasladara a Londres, para producir su primer álbum, Life think it over (1995), con algunos de los principales músicos de la escena acid jazz.

## Discografía
- 1995 Life Think It Over
- 1996 The Remix Hit Collection, Vol. 1
- 1996 Movin' in the Right Direction
- 1997 Live
- 2000 Trust Your Instincts
- 2002 Bigger & Brighter
- 2007 Love & Light
- 2014 Sweet Spot